# Sellos de la Copa Mundial de Fútbol de 2014

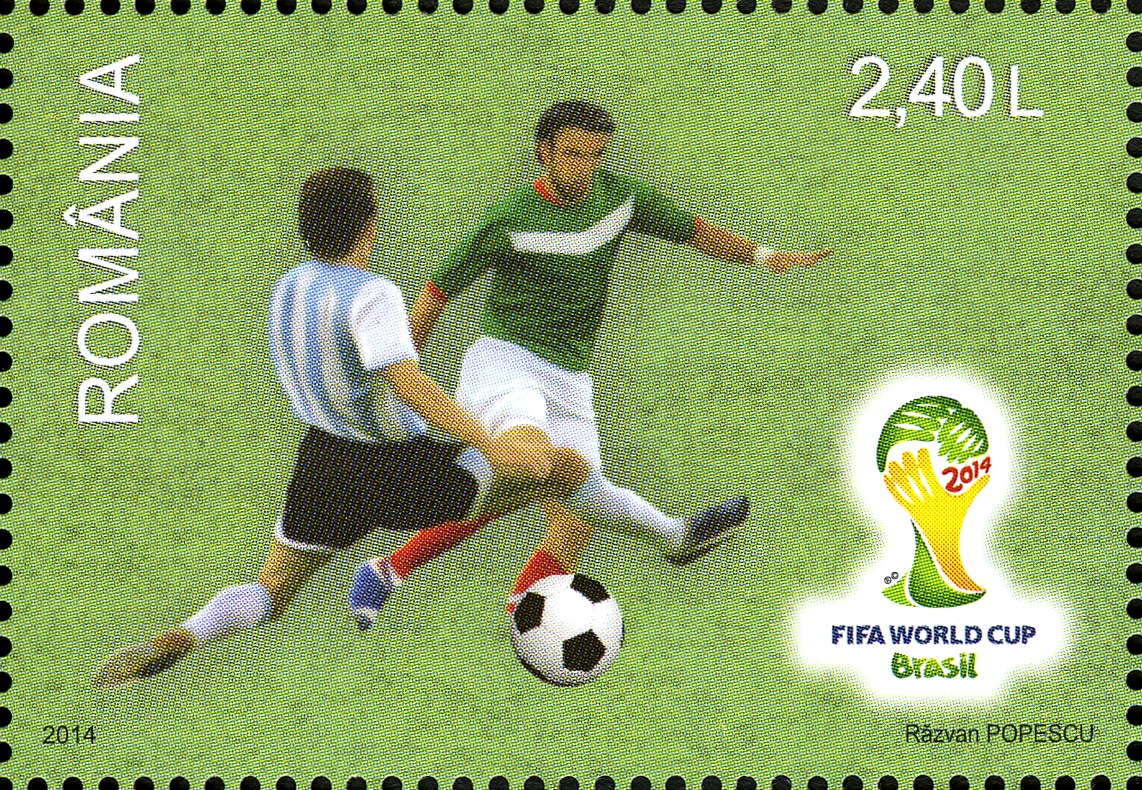
ROM, 12 de junio

Los sellos de la Copa Mundial de Fútbol de 2014 son los sellos postales emitidos por las administraciones postales de los países y territorios afiliados a la Unión Postal Universal que tienen como tema central de su diseño la XX Copa Mundial de Fútbol celebrada en Brasil entre el 12 de junio y el 13 de julio de 2014.
Son sellos con representaciones alusivas al fútbol, a las selecciones participantes o al país anfitrión, aunque también se pueden apreciar los que muestran algún motivo nacional.

## Relación de sellos
| País    | Fecha de emisión | Descripción | Dimensiones (mm) | Valor facial (en moneda nacional) |
| ------- | ---------------- | ----------- | ---------------- | --------------------------------- |
| Argelia | 06.07.2014       | 1)          |                  |                                   |
| Argelia | 06.07.2014       | 2)          |                  |                                   |
| Brasil  | 30.01.2014       | 1)          |                  |                                   |
| Brasil  | 30.01.2014       | 2)          |                  |                                   |
| Brasil  | 30.01.2014       | 3)          |                  |                                   |
| Brasil  | 30.01.2014       | 4)          |                  |                                   |
| Brasil  | 30.01.2014       | 5)          |                  |                                   |
| Brasil  | 30.01.2014       | 6)          |                  |                                   |
| Brasil  | 30.01.2014       | 7)          |                  |                                   |
| Brasil  | 30.01.2014       | 8)          |                  |                                   |
| Brasil  | 30.01.2014       | 9)          |                  |                                   |
| Brasil  | 30.01.2014       | 10)         |                  |                                   |
| Brasil  | 30.01.2014       | 11)         |                  |                                   |
| Brasil  | 30.01.2014       | 12)         |                  |                                   |
| Brasil  | 21.04.2014       | 1)          |                  |                                   |
| Brasil  | 21.04.2014       | 2)          |                  |                                   |
| Brasil  | 21.04.2014       | 3)          |                  |                                   |
| Japón   | 12.05.2014       | 1)          |                  |                                   |
| Japón   | 12.05.2014       | 2)          |                  |                                   |
| Japón   | 12.05.2014       | 3)          |                  |                                   |
| Japón   | 12.05.2014       | 4)          |                  |                                   |
| Japón   | 12.05.2014       | 5)          |                  |                                   |
| Japón   | 12.05.2014       | 6)          |                  |                                   |
| Japón   | 12.05.2014       | 7)          |                  |                                   |
| Japón   | 12.05.2014       | 8)          |                  |                                   |
| Japón   | 12.05.2014       | 9)          |                  |                                   |
| Rumania | 12.06.2014       | 1)          |                  |                                   |
| Rumania | 12.06.2014       | 2)          |                  |                                   |
| Rumania | 12.06.2014       | 3)          |                  |                                   |
| Rumania | 12.06.2014       | 4)          |                  |                                   |

1. ↑  «Algeria in the World Cup 2014 – new stamp issue». Archivado desde el original el 15 de julio de 2014. Consultado el 10 de julio de 2014.
2. ↑  2014 FIFA World Cup Brazil ™ – Host Cities Archivado el 12 de septiembre de 2014 en Wayback Machine. Brazil
3. ↑  2014 FIFA World Cup Brazil ™ Archivado el 12 de septiembre de 2014 en Wayback Machine. Brazil
4. ↑  2014 FIFA World Cup Brazil ™ Japan
5. ↑  Stamps issued with RO053.14